# Красная Шемонаиха
Кра́сная Шемона́иха (каз. Красная Шемонаиха) — село в Шемонаихинском районе Восточно-Казахстанской области Казахстана, административный центр Разинского сельского округа. Код КАТО — 636849100.

## География
Село расположено на северо-западе Шемонаихинского района, на левом берегу реки Шемонаиха, в 3 километрах к югу от районного центра города Шемонаиха. Ближайшая железнодорожная станция Шемонаиха — расположена в 6 километрах к юго-западу от села (по дороге — 10,7 км). Соседние населённые пункты: Белый Камень в 2 километрах к северо-востоку, Шемонаиха в 3 километрах к югу. Транспортное сообщение осуществляется автомобильной дорогой республиканского значения A3 Алматы — Усть-Каменогорск — Шемонаиха — граница РФ. Высота центра населённого пункта — 341 метров над уровнем моря.

## Население
| Численность населения | Численность населения | Численность населения | Численность населения |
| 1989                  | 1999                  | 2009                  | 2021                  |
| --------------------- | --------------------- | --------------------- | --------------------- |
| 800                   | ↘776                  | ↘752                  | ↘619                  |

Процентное соотношение численно-преобладающих национальностей согласно переписи 1989 года:
| Национальность | Процентное соотношение |
| -------------- | ---------------------- |
| Русские        | 72 %                   |
| Другие         | 28 %                   |